# پوینت گری
پوینت گری (انگلیسی: Point Grey) سردری است که ورودی جنوبی ورودی انگلیش بی، ونکوور در خلیجک بورارد را مشخص می‌کند.